# Gatenkaas
Gatenkaas is de algemene benaming voor kaas met grote luchtbellen, zoals Emmentaler, Maasdammer, Leerdammer, en Ruygentaler. Bij de bereiding van deze kazen wordt extra zuursel met propionzuur toegevoegd. Daardoor scheiden de melkzuurbacteriën koolstofdioxide af en ontstaan er 'gaten' in de kaas. Het levert ook een wat scherpe, nootachtige en zoete smaak op.  

## Trivia
- Gatenkaas is een videofilm over de gevolgen van een beroerte.[1]
- Als iets veel ongewenste openingen vertoont, bijvoorbeeld een beveiliging, spreekt men wel van een gatenkaas.
- Naar aanleiding van bovenstaande beeldspraak noemde Johan Cruijff ooit de verdediging in een voetbalwedstrijd 'net een geitenkaas'.[2]
- Een Nederlandse gatenkaasproducent adverteert voor zijn product met de reclamekreet 'De lekkerste kaas tussen de gaten'.